# Croce di Malta (meccanismo)
La croce di Malta o croce di Ginevra è un meccanismo che trasforma un moto rotatorio continuo in un moto rotatorio intermittente.

## Descrizione
Il meccanismo è costituito da due ruote; la ruota motrice porta un nottolino che si infila in una fessura della ruota condotta (croce) e la fa avanzare di un passo. Le fessure sulla ruota condotta sono simmetriche e generalmente ad asse lineare dirette in senso radiale.
La ruota motrice ha generalmente un corpo massiccio per stabilizzare la rotazione (volano) ed è solidale ad un disco in rilievo in attrito radente con la ruota condotta per mantenerla in posizione tra i singoli passi.

Il meccanismo è soggetto a diversi attriti e deve essere ben lubrificato, perciò è spesso chiuso a bagno d'olio in un contenitore stagno.

Nei casi più comuni, la ruota condotta ha quattro fessure e per ogni rotazione della ruota motrice avanza di 90° (360/4 = 90). Se la ruota condotta ha n fessure, avanza di 360/n° per ogni rotazione completa della ruota motrice.
Il suo nome croce di Malta deriva dalla somiglianza della ruota condotta con lo stemma dell'ordine dei Cavalieri di Malta, mentre croce di Ginevra deriva dal fatto che una delle prime applicazioni era negli orologi: la Svizzera e Ginevra sono importanti centri per la produzione di orologi.

## Usi ed applicazioni
La principale applicazione della croce di Malta è nel proiettore cinematografico: il film non passa nel proiettore in maniera continua, ma fotogramma per fotogramma, posizionandosi davanti alla lente ogni 1/24 di secondo (e durante questa frazione viene illuminato per un tempo variabile, solitamente pari a 180 gradi di un giro completo, ovvero 1/48 di secondo). Questo moto intermittente è realizzato con la croce di Malta. I primi usi della croce di Malta nei proiettori cinematografici risalgono al 1896 nei proiettori di Oskar Messter e Max Gliewe ed nel Teatrograph di Robert William Paul. Modelli precedenti, incluso il proiettore Thomas Armat commercializzato da Edison col nome di Vitascope, utilizzavano un meccanismo inventato da Georges Demenÿ nel 1893.
I proiettori serie E della Kinoton sono i primi a non utilizzare la croce di Malta, sostituendola con un motore passo-passo che permette di raggiungere velocità di riavvolgimento della pellicola in macchina molto elevate: si passa dai 28 fotogrammi al secondo del meccanismo con croce di Malta ai 100 di quelli con motore passo-passo, che viene "sganciato" durante il riavvolgimento.
La croce di Malta veniva utilizzata anche negli orologi meccanici, non per il funzionamento, ma per limitare la tensione della molla, per utilizzarla solamente nella zona dove la forza elastica è quasi lineare. Se una delle fessure della ruota condotta è chiusa, il numero di rotazioni che la ruota motrice può fare è limitato. Negli orologi, la ruota motrice è quella che avvolge la molla, e la croce di Malta le permette quattro o cinque giri prima di incontrare una fessura chiusa che impedisce di caricare (o scaricare) troppo la molla. Questo meccanismo è stato inventato dagli orologiai svizzeri nel XVII - XVIII secolo.
La croce di Malta è utilizzata anche nei meccanismi per il cambio delle penne nei plotter, in campionatori automatici, sulle catene di montaggio e via dicendo.
Negli anni '60 la croce di Malta fu utilizzata anche nella costruzione di alcune macchine invasatrici. Infatti il suo movimento intermittente permetteva di invasare le piccole piante in vasetti di cotto prima e di plastica poi negli anni successivi. Un esempio di suddetto meccanismo è oggi visibile presso i Vivai Sonnoli ad Uzzano in provincia di Pistoia e l'invasatrice in questione è una delle poche rimaste in Italia.

## Croce di Malta interna

Croce di Malta interna

Il meccanismo ha anche una variante costruttiva chiamata interna. La realizzazione del meccanismo richiede meno spazio e può resistere a stress meccanici maggiori, ma l'asse della ruota motrice può avere un solo punto di appoggio, deve essere cioè montato a sbalzo, con aumento delle sollecitazione nell'albero.
Nella croce esterna l'angolo di rotazione della ruota motrice mentre muove la ruota condotta è sempre inferiore a 180°, in quella interna è sempre maggiore di 180° perciò è minore il tempo di ferma tra i vari passi.